# Ecgfrith (Mercia)
Ecgfrith († Dezember 796, auch Egfrid von Mercien) war ein König des angelsächsischen Königreichs Mercia. Als Sohn Offas und Cynethryths wurde er 787 zum Mitregenten seines Vaters erhoben und folgte ihm im Juli 796 auf den Thron.
Ecgfrith ist besonders wegen der 787 an ihm vollzogenen Königsweihe von Bedeutung: Er ist der erste englische König, von dem eine christliche Herrscherweihe überliefert ist. Nach der Weihe unterzeichnete er auch königliche Urkunden. Die Quellen berichten, dass Offas Bemühungen, den Thron durch das Mitkönigtum seines Sohnes für seine Linie zu sichern, noch zu seinen Lebzeiten zu blutigen Auseinandersetzungen führten. Nach Offas Tod regierte Ecgfrith allerdings nur kurz und starb fünf Monate nach seinem Vater am 14. oder 17. Dezember 796.
Offas Heiratspläne für Ecgfrith hatten erhebliche Auswirkungen auf seine Außen- und Wirtschaftspolitik und mittelbar auch auf seine Münzreform. Den Vorschlag Karls des Großen, dass eine von Offas Töchtern einen Sohn Karls heiraten solle, lehnte Offa ab und stellte die Bedingung, dass Ecgfrith dann auch eine Tochter Karls heiraten müsse. Dies führte zu einem dreijährigen Streit, in dessen Verlauf Karl seine Häfen für englische Händler schließen ließ. Dass hierbei die Bedeutung des Handels über den Ärmelkanal offenbar wurde, wird als einer der Gründe für die Münzreform Offas angesehen.